# June Maston
June Elaine Rita Maston-Ferguson (11 marzo 1928 – 4 dicembre 2004) è stata una velocista australiana, vincitrice della medaglia d'argento nella staffetta 4×100 m alle Olimpiadi di Londra 1948.
Nel 1948 fu quarta ai campionati australiani nelle 100 yards, qualificandosi appunto ai Giochi come parte della staffetta; Maston e le sue compagne Shirley Strickland, Joyce King ed Elizabeth McKinnon giunsero seconde. Partecipò anche nel salto in lungo, non qualificandosi però per la finale.
Più tardi divenne un'importante allenatrice; sotto la sua guida sono passate, fra le altre, le campionesse olimpiche Betty Cuthbert e Maureen Caird.
Era la moglie del pallanuotista australiano Jack Ferguson, conosciuto proprio in occasione delle olimpiadi londinesi.